# Gründleinsloch (Donnersdorf)
Koordinaten: 49° 59′ 8,6″ N, 10° 22′ 24,6″ O
Das Gründleinsloch oder die Blaue Grotte ist eine als Naturdenkmal ausgewiesene Quelle bei Donnersdorf im Landkreis Schweinfurt in Bayern.

## Beschreibung
Das Gründleinsloch liegt an den Ausläufern des nördlichen Steigerwalds, nordwestlich von Pusselsheim. Es handelt sich um einen Felsspalt, aus dem das Quellwasser als Artesische Quelle austritt. Der Bereich um das Naturdenkmal ist umzäunt. Der abfließende Bach mündet nach etwa 120 m in den Klingleinsgraben.
Die Quelle ist vom Bayerischen Landesamt für Umwelt als wertvolles Geotop (Geotop-Nummer: 678Q002) ausgewiesen.

## Volksglauben und Sagen
Viele Sagen ranken sich um das Gründleinsloch. Insbesondere in Pusselsheim wurden sich viele Geschichten erzählt.